# Hawaiarca yamamotoi
Hawaiarca yamamotoi is een tweekleppigensoort uit de familie van de Arcidae. De wetenschappelijke naam van de soort is voor het eerst geldig gepubliceerd in 1961 door Sakurai & Habe in Habe.